# Gàidhealtachd

Verbreitung von Schottisch-Gälisch in Schottland 2011

Die Gàidhealtachd [kɛːəlˠ̪t̪əxk], deutsch: Gälentum, manchmal auch A’ Ghàidhealtachd genannt, bezieht sich gewöhnlich auf das schottische Hochland und im Besonderen auf die schottisch-gälische Sprache und Kultur der Region. Der entsprechende irisch-gälische Begriff Gaeltacht bezieht sich auf eine irisch-gälischsprachige Region mit besonderem rechtlichen Status für den amtlichen Sprachgebrauch bezüglich des Englischen und Gälischen. Der schottische Begriff bezieht die gälischsprachigen Gebiete in Neuschottland (Nova Scotia) in Kanada ein.
Der Begriff A’ Ghàidhealtachd stimmt nicht völlig mit der geografischen Region des schottischen Hochlands überein, da er in erster Linie auf die Sprache und nicht auf die Geografie bezogen wird. Außerdem besitzen weite Teile des Hochlands keine nennenswerte gälischsprachige Bevölkerung mehr, und in einigen Gegenden des schottischen Hochlands werden die germanischen Sprachen Scots oder Englisch gesprochen: Caithness, Cromarty, Grantown-on-Spey, Campbeltown und andere. Andererseits liegen einige gälischsprachige Gemeinden außerhalb des traditionellen schottischen Hochlands, zum Beispiel Argyll and Bute sowie die äußeren und inneren Hebriden. Aus diesem Grund umfasst die Gàidhealtachd nicht nur die gälischsprachigen Gebiete Schottlands, sondern auch Neuschottlands und anderer Gemeinden in Kanada wie Glengarry County, in der schottisches Gälisch von einem Großteil der Bevölkerung noch heute gesprochen wird.
Die Begriffe Galldachd und Gall beziehen sich auf alle Nicht-Gälen und werden meist benutzt, um die Einwohner der Lowlands zu bezeichnen. An dieser Stelle soll jedoch angemerkt sein, dass die Hebriden aufgrund der geschichtlichen Präsenz der Wikinger auch als Innse Gall bezeichnet werden.

## Geschichte

Ungefähres Verbreitungsgebiet der schottisch-gälischen Sprache um 1400:
Schottisch-Gälisch
Scots
Norn

Bis ins 18. Jahrhundert umfasste die Gàidhealtachd noch weite Teile des heutigen Schottlands nördlich des Firth of Forth und Galloways, mit Ausnahme der Orkney- und Shetlandinseln, die nie zum gälischsprachigen Gebiet gehörten. Gälischsprachige Ortsnamen zeigen, dass hier ursprünglich keltisches Siedlungsgebiet war: Dundee von Gälisch Dùn Deagh, Inverness von Inbhir Nis, Argyll von Earra-Ghàidheal, Galloway von Gall-Ghaidhealaibh und wahrscheinlich Stirling von Sruighlea (die Etymologie ist jedoch unklar). Gälischsprachige Sprecher, die heute als englischsprachig gelten, sind George Buchanan aus Stirlingshire und Robert the Bruce sowie Margaret McMurray aus Galloway und Ayrshire.
Historische Entwicklungen führten dazu, dass durch den kulturellen Einfluss des Scots sprechenden königlichen Hofs in Edinburgh und die Gründung von Handelsstädten in großem Umfang in den südlichen und östlichen Landesteilen Schottlands die Gàidhealtachd massiv auf die heutige Region der westlichen Inseln (äußere Hebriden, das nordwestliche Hochland mit der Insel Skye, Kyle of Lochalsh sowie Argyll and Bute) beschränkt ist. Kleine Sprechergruppen findet man auch in Glasgow und Edinburgh.
Ein weiterer Grund für den Niedergang des Schottisch-Gälischen ist die ungünstige demografische Entwicklung. Vor nicht allzu langer Zeit lebten viele Gälen im ländlichen Hochland. Durch die Vertreibungen – Highland Clearances – im 18. und 19. Jahrhundert und durch die Auswanderung nach Nordamerika nahm die Zahl der Gälischsprachigen stetig ab. Viele Jugendliche, die noch die gälische Sprache beherrschen, sehen ihre Zukunft in den englischsprachigen Städten im Süden Schottlands und in England oder Nordamerika.

## Moderne Gàidhealtachd
Durch das Internet und andere moderne Kommunikationstechnologien gelingt es der schottisch-gälischen Diaspora immer mehr, miteinander in Kontakt zu treten und so die Sprache auch außerhalb des geschlossenen Sprachgebiets zu verwenden. Viele interessierte Laien aus den unterschiedlichsten Ländern erhalten zudem Zugang zu aktuellen schottisch-gälischen Originaltexten. Des Weiteren gibt es eine Vielzahl von Sprachkursen im Netz, die über die Plattform YouTube genutzt werden können, z. B. „Speaking our Language“, das auch von der BBC Alba täglich in Schottland ausgestrahlt wird. Schottisch-gälische Popgruppen wie Mànran, Capercaillie oder Runrig sowie Sänger wie Julie Fowlis verhelfen der gälischen Sprache ebenfalls zu internationalem Ruhm und Ansehen. Gleiches lässt sich über das Medium Film berichten. Der Film „Seachd - The Inaccessible Pinnacle“, der erste 88-Minuten-Spielfilm in schottisch-gälischer Sprache sowie Filme, in denen die schottisch-gälische Sprache in ausgewählten Szenen verwendet wird, verhelfen dem gefährdeten Idiom ebenfalls zu mehr Geltung. Beispiele hierfür sind der Walt-Disney-Film „Merida – Legende der Highlands“, „Rob Roy“ oder „Der Adler der neunten Legion“, wo modernes Gälisch anachronistisch anstelle des ausgestorbenen Piktisch verwendet wird.

## Kanadische Gàidhealtachd

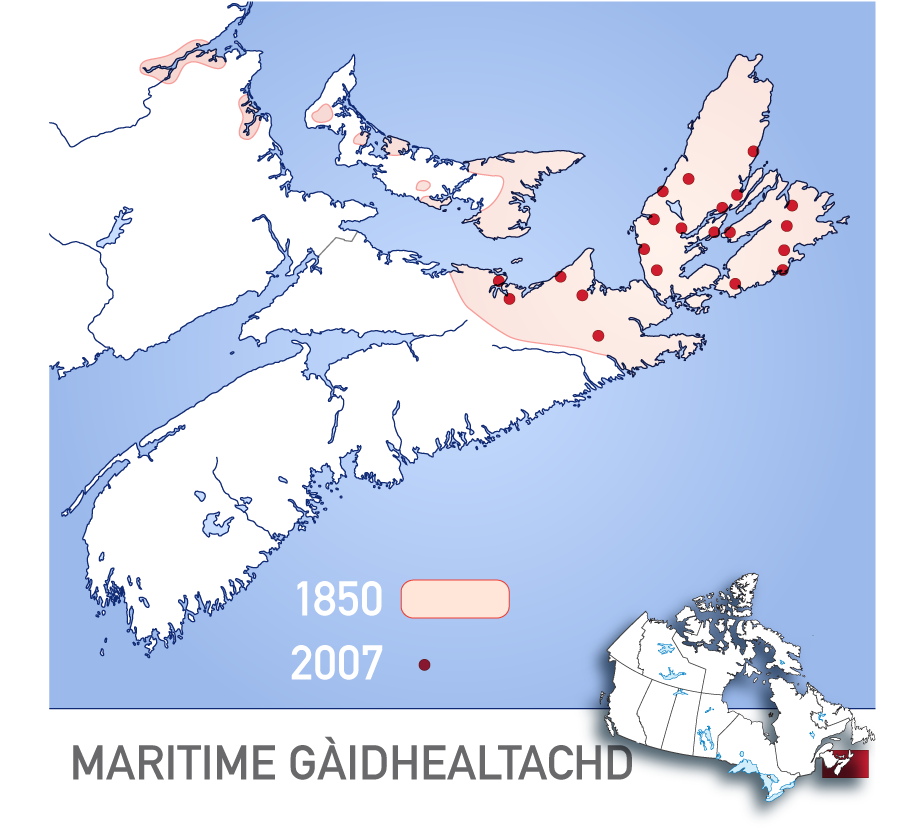
Die gälischsprachigen Gebiete des maritimen Kanadas

Schottisches Gälisch wird auch in den Gemeinden auf der Kap-Breton-Insel und südlich davon von den Nachfahren schottischer Einwanderer gesprochen, des Weiteren in Glengarry County im heutigen Ontario, Prince Edward Island und Neufundland. Allerdings wird in Neufundland irisches Gälisch gesprochen.